# Somerville (Massachusetts)
Somerville è una city degli Stati Uniti d'America facente parte della contea di Middlesex nello stato del Massachusetts.

## Musei
- Fluffernutter
- Museum of Bad Art